# シュウ酸ジメチル
シュウ酸ジメチル (シュウさんジメチル、Dimethyl oxalate) は、化学式 (CO2CH3)2 で表される有機化合物で、シュウ酸のジメチルエステルである。無色または白色の固体で水に溶ける。

## 製造
シュウ酸ジメチルは、触媒として硫酸を用いて、メタノールでシュウ酸をエステル化することにより得られる。
{\displaystyle {\ce {2CH3OH\ +(CO2H)2->[{\rm {H_{2}SO_{4}}}](CO2CH3)2\ +2H2O}}}

## 酸化的カルボニル化反応
酸化的カルボニル化による調製は、C1前駆体だけが必要なので、関心を集めている。 
{\displaystyle {\ce {4CH3OH\ +4CO\ +O2->[{\rm {cat}}]2(CO2CH3)2\ +2H2O}}}
反応は、Pd2+触媒で行われる。合成ガスは主に石炭またはバイオマスから得られる。 酸化は、一酸化窒素と酸素の(1)によって形成される三酸化二窒素を介して進行し、次に(2)に従ってメタノールと反応して亜硝酸メチルを形成する。
ジカルボニル化の次のステップ(3)では、一酸化炭素が亜硝酸メチルと反応して、パラジウム触媒上で大気圧および 80 - 120°Cの温度で気相でシュウ酸ジメチルになる。
合計の式は：
この方法は、酸化等価物のキャリアーとして実際に機能する亜硝酸メチルに関しては損失が無い。 ただし、生成された水は、シュウ酸ジメチルの加水分解を防ぐために除く必要がある。1% Pd/α-Al2O3の場合、シュウ酸ジメチルはジカルボニル化反応で選択的に生成される。2% Pd/C の場合、同じ条件下で、炭酸ジメチルがモノカルボニル化によって生成される。
あるいは、メタノールの酸化的カルボニル化は、1,4-ベンゾキノンを酸化剤として、トリフェニルホスフィン/ベンゾキノン (質量比 1/3)、65 °C、一酸化炭素 70気圧の条件下で高収率、高選択性で行うことができる
。

## 反応
シュウ酸ジメチル（および関連するジエチルエステル）は、さまざまな縮合反応で使用される。例えば、シュウ酸ジエチルは、シクロヘキサノンと縮合してピメリン酸の前駆体のジケトエステルを生成する。ジアミンは、シュウ酸ジエステルと縮合して環状ジアミドを生成する。 キノキサリンジオンは、シュウ酸ジメチルとo-フェニレンジアミンの縮合によって生成される。
{\displaystyle {\ce {C2O2(OMe)2 + C6H4(NH2)2 -> C6H4(NHCO)2 + 2MeOH}}}
水素化によりエチレングリコールが得られる。シュウ酸ジメチルは、高収率でエチレングリコールに変換できる (94.7%)
。
生成したメタノールは、酸化的カルボニル化の過程でリサイクルされる。年間総生産量が 100万トンを超えるエチレングリコールの他のプラントが計画されている。
脱カルボニル化で炭酸ジメチルが得られる。
チタニウム触媒の存在下でフェノールとのエステル交換反応でシュウ酸ジフェニルが得られ、さらに液相または気相で脱カルボニルすることにより炭酸ジフェニルが得られる。